# Hoch-Ybrig

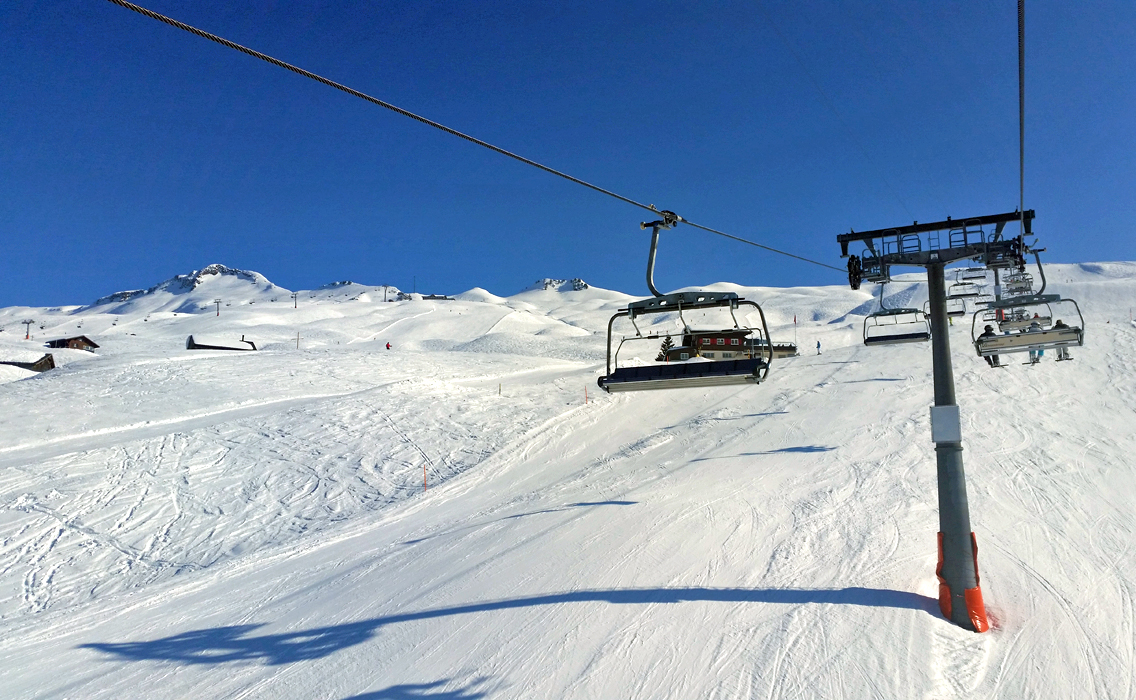

Hoch-Ybrig è una stazione sciistica svizzera che si trova nel Canton Svitto, nei comuni di Oberiberg e Unteriberg (distretto di Svitto). Specializzata nello sci alpino, ha ospitato fra l'altro i Campionati mondiali juniores 1996 e i Campionati svizzeri 2010 della disciplina.